# Qua la zampa 2 - Un amico è per sempre
Qua la zampa 2 - Un amico è per sempre (A Dog's Journey) è un film del 2019 diretto da Gail Mancuso. È il sequel del film del 2017 Qua la zampa!.

## Trama
Bailey si è riunito con il suo proprietario di lunga data Ethan dopo essersi reincarnato in un nuovo cane. Adesso che è un incrocio tra un pastore australiano e un San Bernardo, Bailey vive felicemente nella loro fattoria nel Michigan con Ethan, la moglie Hannah e dei parenti di quest'ultima: la nuora Gloria, vedova di Henry (figlio di Hannah), e la loro figlia CJ. Gloria è una madre disattenta, odia i cani, ha un rapporto teso con i suoceri e l'ambizione di diventare una cantante. La natura sospettosa di Gloria la porta a trasferirsi con CJ. Poco dopo, Ethan scopre un tumore allo stomaco di Bailey. Prima che l'animale venga soppresso, Ethan lo tiene amorevolmente e gli chiede di prendersi cura di CJ una volta che si sarà reincarnato di nuovo. Bailey viene quindi mostrato mentre corre attraverso un campo erboso verso CJ.
Nove anni dopo, Bailey, reincarnata in una femmina di beagle di nome Molly, vede CJ, che ora ha 11 anni, con il suo migliore amico Trent e i suoi genitori, che stanno adottando il fratello preferito del primo, Rocky. Ricordando la promessa che ha fatto a Ethan nella sua vita precedente, Molly corre fuori da CJ. CJ adotta segretamente Molly e la tiene nascosta a Gloria per diverse settimane, finché la donna alla fine non la scopre. Gloria rimprovera CJ ma con riluttanza le permette di tenere Molly per compensare la sua genitorialità negligente.
CJ e Molly diventano sempre più vicini nel corso degli anni, insieme a Trent e Rocky. Ora che è diventata adolescente, CJ dice a Trent che vuole abbandonare la scuola superiore e trasferirsi a New York City con la liquidazione assicurativa del suo defunto padre Henry per diventare una musicista. CJ inizia a uscire con Shane, di cui Molly diffida e da cui cerca di proteggerla. Partecipando a una festa, in cui viene arrestata dalla polizia per alcolismo, CJ viene condannata al servizio comunitario dove Molly impara a rilevare il cancro. I suoi nonni cercano di far visita a lei e Gloria, portando una scatola con le cose di Henry ma ancora arrabbiata e diffidente, la donna chiude loro la porta. Durante lo scambio, Molly indica sottilmente a Ethan che lei è la reincarnazione di Bailey.
Giorni dopo aver rotto con lui, Shane aggredisce CJ, spingendo Molly a morderlo. Mentre è ubriaca, Gloria risponde con nonchalance all'angoscia di CJ e rivela anche di aver speso tutti i soldi della liquidazione di Henry, destinati alla ragazza, in abiti firmati, vino, la sua casa e una BMW, spingendo CJ a lasciare la città in macchina con Molly. Mentre escono, vengono inseguiti e accodati da Shane, il che fa capovolgere la sua macchina, uccidendo Molly. Il ragazzo fugge dalla scena in preda al panico per evitare il suo arresto. Molly viene quindi mostrata mentre corre attraverso lo stesso campo erboso che Bailey aveva attraversato quando è morto.
Molly si reincarna in un mastino inglese maschio di nome Bel Cane, che vive con il proprietario di un minimarket in Pennsylvania. Un giorno, CJ visita il negozio mentre si reca a New York e viene accolta amorevolmente da Bel Cane. Crede erroneamente che CJ lo riconosca e lo porterà con sé ma ha il cuore spezzato quando CJ lascia il negozio senza di lui.
Morto di vecchiaia, Bel Cane si reincarna come un Biewer Terrier maschio di nome Max, che è a un evento di adozione a New York. Max evita l'adozione essendo ostile alla maggior parte degli altri umani, nella speranza di incontrare di nuovo CJ. Alla fine vede CJ attraverso un isolato e la insegue in un edificio e quando la ragazza lo riporta all'evento di adozione, si sente obbligata ad adottarlo quando le viene detto che se non dovesse farlo Max sarebbe stato soppresso. Mentre CJ lavora come dog sitter e restituisce il cane di un cliente, Max rileva l'odore familiare di Trent in fondo al corridoio e la trascina verso la sua porta. Mentre CJ e Trent si salutano e si ritrovano, Max annusa l'appartamento del ragazzo ed è triste nell'apprendere che Rocky è morto.
Max è ansioso di riunire CJ e Trent, nonostante ognuno di loro abbia una relazione convivente. Max si comporta intenzionalmente male con il fidanzato di CJ, dopodiché si lasciano e CJ si trasferisce con Max. Rimangono con vari amici di CJ prima che Max veda Trent e la sua ragazza per strada e lui offre la sua stanza degli ospiti a CJ dopo aver appreso che lei è senza una residenza permanente. Ricordando come diagnosticare il cancro durante la sua vita come Molly, Max segnala a CJ che lo rileva su Trent e lei lo esorta a vedere un medico. Il dottore conferma e Trent inizia la chemioterapia. La sua ragazza lo lascia, non essendo pronta a "fare l'infermiera", quindi CJ diventa il suo principale custode. Una volta che Trent è guarito dal cancro, esorta CJ ad accettare un incontro con Gloria, che nel frattempo è sobria da 9 mesi e 13 giorni. Ora che si è appassionata ai cani, Gloria si scusa in lacrime con CJ  per la sua natura violenta e dà a CJ alcune delle cose inviate da Ethan e Hannah (lettere di Henry che aveva scritto mentre era incinta di CJ). Ispirano CJ a scrivere più canzoni e la portano finalmente a esibirsi, superando la sua paura del palcoscenico di lunga data e iniziando la sua carriera musicale.
Trent incoraggia CJ a fare un viaggio con lui e Max alla fattoria dei nonni, dove si riunisce con Ethan e Hannah per la prima volta da quando era piccola. Ethan riconosce Max come Bailey e racconta a CJ delle reincarnazioni del cane, dimostrandolo facendo eseguire a Max un trucco con Ethan che solo Bailey avrebbe saputo. CJ poi si rende conto che Bailey, Molly, Bel Cane e Max erano tutti lo stesso cane e corre a dirlo a Trent. CJ e Trent poi confessano il loro amore reciproco, si baciano e lodano Max/Bailey per essersi riuniti e protetti.
CJ e Trent si sposano e poco dopo che CJ pubblica il suo primo album musicale, hanno un figlio di nome Saint. Gloria si riconcilia con la figlia e i suoceri, riunendo l'intera famiglia. Ethan muore per cause naturali, circondato da Max e dal resto della sua famiglia. Anche Max in seguito invecchia e muore, mentre viene confortato da CJ. La scena finale mostra Bailey/Max che corre attraverso il campo erboso, trasformandosi all'indietro attraverso le sue precedenti incarnazioni, prima di attraversare il Rainbow Bridge e ricongiungersi con Ethan in paradiso.

## Distribuzione
In Italia il film è stato distribuito sulla piattaforma Prime Video a partire dal 1º luglio 2020.